# Dottrinario
Per dottrinario (in francese: Doctrinaire) si intende un membro del medesimo partito politico attivo durante la Restaurazione francese (1815–1830) e durante i primi anni della Monarchia di luglio (1830–1848), durante i quali si caratterizzò come un partito centrista schierato a difesa della Carta del 1814 e rappresentante dei ceti imprenditoriali, della stampa e degli accademici.
Il suo principale avversario fu il partito degli ultrarealisti, di matrice reazionaria, fino alla sua dissoluzione e declino dopo la caduta dei Borbone nel 1830.
Nonostante il ristretto numero dei suoi componenti, il Partito dei dottrinari era eterogeneo; tuttavia in generale fondava la sua ideologia su un costituzionalismo tendente a garantire l'ordine pubblico e, dopo l'esperienza napoleonica, sull'avversione al cosmopolitismo, sostenendo con fermezza la Carta octroyèe del 1814.
Questa concedeva, tra l'altro, l'uguaglianza davanti alla legge; la libertà di coscienza, di parola e di stampa; l'abolizione del regime e dei diritti feudali; affidava il potere esecutivo al re ed il legislativo a due camere (una camera dei pari, di nomina regia e a carattere ereditario, e una camera dei rappresentanti, eletti a suffragio censitario), ma l'iniziativa legislativa rimaneva di esclusiva competenza della corona. Fatta eccezione per l'ultima clausola, i dottrinari riconoscevano appieno la Carta come il loro "manifesto" politico, in particolare sulla questione della difesa della libertà di stampa.
I dottrinari si ponevano come "tecnici" del regime costituzionale; non si occupavano del problema della sovranità, poiché la considerano un attributo esclusivamente divino; si occupavano invece della società concepita come organismo, del riconoscimento da parte della monarchia delle diverse funzioni sociali e delle loro autonomie e libertà, della tutela dei diritti costituiti. In tal modo si voleva conciliare la nuova Francia con il suo passato.
La mancanza di omogeneità, di una struttura partecipativa solida e la morte di Luigi XVIII nel 1824, visto come l'ideale riferimento istituzionale, a cui subentrò il reazionario Carlo X si tramutò nella dissoluzione di fatto del partito dottrinario.
Fallita la congiunzione tra il loro schema giuridico ideale e la monarchia dei Borbone, non seppero creare un nuovo schema che si adattasse alla situazione, dandosi invece un'impronta semi-trasformista. La prova ne fu l'abbandono della politica da parte di Royer-Collard ed altri all'indomani dell'elezione regale di Luigi Filippo il 9 agosto 1830, in quanto mentre la maggioranza dottrinaria si era schierato con il partito orléanista, una minoranza significativa e ideologica era invece rimasta fedele ai principi del legittimismo.
La frattura finale tra i "dottrinari" rimasti, ormai totalmente partigiani dell'ex Duca di Orléans, si ebbe nelle elezioni del 1834: da un lato vi su la vittoria della destra dottrinaria, guidata da François Guizot che, pur essendo stato un forte liberale durante il precedente regime, ora si barricava con i suoi sostenitori sul principio della "resistenza" ad ogni apertura democratica alle masse; dall'altro lato l'ormai anziano banchiera Jacques Laffitte ed il giovane Adolphe Thiers incarnavano il principio del "movimento" verso il progresso e quindi all'espansione del suffragio e la difesa del ceto medio.